# Armreliquiar (Hattonchâtel)

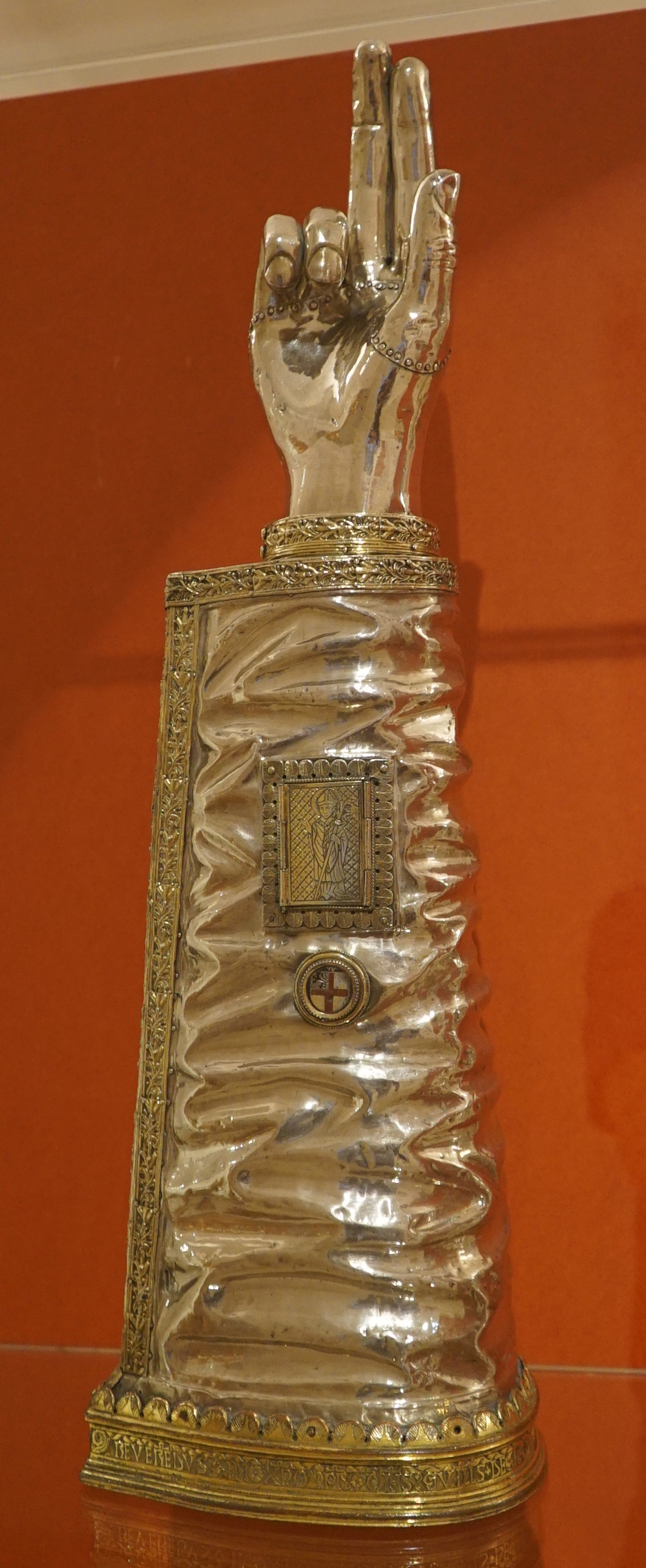
Armreliquiar der ehemaligen Stiftskirche in Hattonchâtel

Das Armreliquiar befand sich ursprünglich in der Stiftskirche St-Maur in Hattonchâtel, einem Ortsteil der französischen Gemeinde Vigneulles-lès-Hattonchâtel im Département Meuse in der Region Grand Est. Im Jahr 1901 wurde das Armreliquiar als Monument historique in die Liste der geschützten Objekte (Base Palissy) in Frankreich aufgenommen.
Das 63 cm hohe und 21 cm breite Werk aus Silber und vergoldetem Kupfer, das 1464 von einem unbekannten Goldschmied geschaffen wurde, wird im Museum des Centre départemental d’art sacré ausgestellt. Das Reliquiar wurde vom Bischof von Verdun Guillaume de Haraucourt gestiftet, um einen Schienbeinknochen des heiligen Maurus aufzubewahren. Die Reliquie kam im 9. Jahrhundert durch den Bischof Hatto in die neu errichtete Kirche des Klosters St-Maur. In einem rechteckigen Rahmen wird der Bischof mit segnender Hand und dem Bischofsstab gezeigt. Die Oberfläche des Arms ist wie mit einem Seidenstoff umwickelt dargestellt.
Die lateinische Inschrift unten am Fuß lautet: „Reveredus in XPO PR DNS Guills de Haracuria dedit huic ecclie anno Dni Millo 1464.“